# Direct public offering
Een direct public offering (DPO) of directe notering is een methode waarmee een bedrijf een investeringsmogelijkheid rechtstreeks aan het publiek kan aanbieden. 
Een direct public offering is vergelijkbaar met een beursintroductie (IPO) zodat effecten, zoals aandelen of schulden, worden verkocht aan beleggers. Maar in tegenstelling tot een IPO gebruikt een bedrijf een DPO om direct kapitaal aan te trekken zonder een tussenpersoon. Bij een DPO verzekert een broker alleen de naleving van alle toepasselijke regels en helpt hij bij de lancering. Na naleving van de federale en staatswetten op effecten, kan een bedrijf zijn aandelen rechtstreeks verkopen aan iedereen, zelfs niet- geaccrediteerde investeerders, inclusief klanten, werknemers, leveranciers, distributeurs, familie, vrienden en anderen.
Directe openbare aanbiedingen worden voornamelijk gebruikt door kleine tot middelgrote bedrijven en non-profitorganisaties. Dit om kapitaal rechtstreeks van hun eigen gemeenschap  aan te trekken in plaats van financiële instellingen zoals banken en kapitaal bedrijven.
Sommige directe openbare aanbiedingen worden nu uitgevoerd op sites van crowdfundingplatforms. Veel bedrijven bieden software en diensten aan om elektronische DPO's op hun websites te faciliteren.
De voordelen van een directe openbare aanbieding is onder meer: investeringskapitaal aan trekken van een eigen gemeenschap (inclusief niet-vermogende investeerders), de mogelijkheid om aandelen te gebruiken om acquisities te voltooien en het aanbieden van aandelenopties om werknemers aan te trekken en te behouden, en het verschaffen van liquiditeit aan vroege investeerders.
Er zijn ook nadelen van een directe openbare aanbieding: het bedrijf moet zijn eigen kapitaal aantrekken zonder de hulp van professionele financiers, het proces heeft aanzienlijke kosten die het effectief aangetrokken kapitaal kunnen verminderen, het kost managementtijd en de aandacht van de bedrijfsvoering, en er kunnen doorlopende financiële en wettelijke audits zijn die 100 % moeten kloppen.